# باشگاه فوتبال هومنتمن بیروت
باشگاه فوتبال هومنتمن بیروت (ارمنی: Հայ Մարմնակրթական Ընդհանուր Միութիւն; عربی: نادی هومنتمن بیروت لکرة القدم) باشگاه فوتبال ارمنی‌های لبنان می‌باشد. هومنتمن بیروت یکی از شعب جهانی سازمان پان-ارمنیان هومنتمن است. این باشگاه در سال ۱۹۲۴ تأسیس شده است.

## کادر

### بازیکنان برجسته
- گریگور آلوزیان
- هاکوب دونابدیان
- ادهم قادر
- وارتان قازاریان
- عمار ریحاوی
- Anas Saari

### مربیان برجسته سابق
- اوگانس زانازانیان

## دستاوردها
- لیگ برتر فوتبال لبنان: ۷

۱۹۴۴، ۱۹۴۶، ۱۹۴۸، ۱۹۵۱، ۱۹۵۵، ۱۹۶۳، ۱۹۶۹
- جام حذفی لبنان: ۳

۱۹۴۳، ۱۹۴۸، ۱۹۶۲
حضور در رقابت‌های ای‌اف‌سی
- لیگ قهرمانان آسیا: ۱ حضور

مسابقات باشگاهی قهرمانی آسیا ۱۹۷۰: مقام سوم